# Rejon kamionecki (obwód lwowski)
Rejon kamionecki (ukr. Кам'янка-Бузький район, do 1944 Кам'янка-Струмилівська район) – dawna jednostka administracyjna Ukrainy, a wcześniej także Ukraińskiej Socjalistycznej Republiki Radzieckiej w Związku Socjalistycznych Republik Radzieckich, funkcjonująca w latach 1940–1941 i 1946–2020. Należał do obwodu lwowskiego. Siedzibą rejonu była Kamionka Bużańska (do 1944 pod nazwą Kamionka Strumiłowa, ukr. Кам'янка-Струмилівська).
Według spisu powszechnego z roku 2001 w rejonie żyło 61 800 ludzi, w tym 600 Rosjan (1%) i 100 (0,16%) Polaków.

## Historia
Rejon kamionecki został utworzony 17 stycznia 1940 na podstawie dekretu Prezydium Rady Najwyższej USRR o podziale na rejony zachodnich obwodów USRR, kiedy to w obwodzie lwowskim utworzono 37 rejonów, między innymi kamionecki. Rejon objął miasto Kamionka Strumiłowa oraz obszary zniesionych gmin Dobrotwór, Kamionka Strumiłowa i Nieznanów. Obszary te należały przed wojną do powiatu kamioneckiego w województwie tarnopolskim.
Rejon kamionecki przestał istnieć wraz z wybuchem wojny niemiecko-radzieckiej 22 czerwca 1941. Jego tereny weszły w skład Landkreis Kamionka Strumiłowa dystryktu galicyjskiego Generalnego Gubernatorstwa.
Rejon został odtworzony 23 lipca 1944, po zajęciu tych terenów przez Armię Czerwoną.
15 sierpnia 1944 nazwę Kamionki Strumiłowej zmieniono na Kamionka Bużańska, a rejonu z Кам'янка-Бузький район na Кам'янка-Струмилівська район. Polskie nazewnictwo (bez przymiotnika w nazwie rejonu) nie odzwierciedla tej zmiany.
W 1946 roku rejon kamionecki podzielony był na 20 rad – 1 miejską (Kamionka Bużańska) i 19 wiejskich (stan na 1 września 1946): Batiatycze, Dernów, Dobrotwór, Gawliki, Jazienica (do 1946 Jazienica Ruska), Konstantówka, Lipniki, Łapajówka, Nieznanów, Obydów, Połoniczna, Przybużany (do 1946 Łany Polskie), Rokiety, Ruda Sielecka, Sielec (do 1946 Sielec Bieńków), Stryhanka, Tadanie, Tyszyca i Zubowmosty.
23 września 1959 do rejonu kamioneckiego włączono część zniesionego rejonu wielkomostowskiego.
W grudniu 1962 do rejonu kamioneckiego włączono część zniesionego rejonu nowojaryczowskiego.
Rejon kamionecki zlikwidowano w związku z reformą administracyjną w 2020 roku, kiedy to jego obszar wcielono w większości do nowego rejonu lwowskiego oraz częściowo do nowego rejonu czerwonogrodzkiego.

## Spis miejscowości
- Banunin (Банюнин)
- Batiatycze (Батятичі)
- Budki Nieznanowskie
- Chreniów (Хренів)
- Ceperów (Цеперів)
- Czestynie (Честині)
- Dalnicz (Дальнич)
- Derewlany (Деревляни)
- Dernów (Дернів)
- Dobrotwór (Добротвір)
- Dolina (Долини) Стародобротівська с.р.
- Doliny (Долини) Сілецька с. р.
- Dziedziłów (Дідилів)
- Gaik (Гайок)
- Grabowiec (Грабовець)
- Gruszka (Грушка)
- Grzęda (Гряда)
- Horpin (Горпин)
- Jagonia (Ягідня)
- Jakimów (Якимів)
- Jamne (Ямне)
- Jaryczów Nowy (Новий Яричів)
- Jaryczów Stary (Старий Яричів)
- Kamionka Buż. (Кам'янка-Бузька)
- Kłodno Wielkie (Велике Колодно)
- Kłodzienko (Колоденці)
- Koszekowskie (Кошаковські)
- Kozaki (Козаки)
- Krasiczyn (Красічин)
- Kukizów (Кукезів)
- Lipnik (Липники)
- Łany Niemieckie (Забужжя)
- Łany Polskie (Прибужани)
- Łodyna Nowa (Нова Лодина)
- Majiki (Маїки)
- Matjasze (Матяші)
- Mazarnia Karańska (Мазарня-Каранська)
- Maziarki (Мазярка)
- Nahorce Małe (Малі Нагірці)
- Niesłuchów (Неслухів)
- Nieznanów (Незнанів)
- Nowy Staw (Новий Став)
- Obydów (Обидів)
- Perekałki (Перекалки)
- Pieczychwosty (Печихвости)
- Podliski Wielkie (Великі Підліски)
- Połoniczna (Полонична)
- Remenów (Ременів)
- Rogale (Рогалі)
- Rokiety (Рокети)
- Różanka (Рожанка)
- Rudańce (Руданці)
- Ruda Sielecka (Руда-Сілецька)
- Sapieżanka (Сапіжанка)
- Sielec (Сілець)
- Sokołów (Соколів)
- Sokół (Сокіл)
- Spas (Спас)
- Stary Dobrotwór (Старий Добротвір)
- Streptów (Стрептів)
- Stryhanka (Стриганка)
- Tadanie (Тадані)
- Tartak (Тартак)
- Teodorshof (Високофедорівка)
- Tołmacz (Товмач)
- Tyczek (Тичок)
- Tyszyca (Тишиця)
- Ubinie (Убині)
- Wereny (Верени)
- Wisłoboki (Вислобоки)
- Wola Żółtaniecka (Воля-Жовтанецька)
- Wychopki (Вихопні)
- Wyrów (Вирів)
- Zabuże (Забужжя)
- Zagumienki (Руда)
- Zapytów (Запитів)
- Zubowmosty (Зубів Міст)
- Żelechów Wielki (Великосілки)
- Żełdec (Желдець)
- Żółtańce (Жовтанці)
- Żółtańce przysiółek (Ставники)